# Брунијалти (Виченца)
Брунијалти је насеље у Италији у округу Виченца, региону Венето.
Према процени из 2011. у насељу је живело 4 становника. Насеље се налази на надморској висини од 755 м.